# Lago Nostoc
Il Lago Nostoc è un lago situato 1,9 km a sudovest del Monte Provender, nella parte occidentale della Catena di Shackleton, nella Terra di Coats in Antartide.
Fu mappato dalla Commonwealth Trans-Antarctic Expedition (CTAE) nel 1957, sotto la direzione dell'esploratore polare britannico Vivian Fuchs.
Prende il nome dai cianobatteri azotofissatori di acqua dolce del genere Nostoc, che formano colonie di filamenti di acqua dolce che colonizzano il lago.